# Fidei Depositum
Fidei Depositum (Abkürzung: FD) ist eine Apostolische Konstitution vom 11. Oktober 1992, mit der Papst Johannes Paul II. zur Veröffentlichung des Katechismus der Katholischen Kirche (KKK), der im Anschluss an das Zweite Vatikanische Konzil verfasst wurde, Ausführungsbestimmungen erlässt und diesen promulgiert.

## Leitsatz des neuen Katechismus
In „Fidei Depositum“ schreibt Papst Johannes Paul II.: 

„Dieser Katechismus ist nicht dazu bestimmt, die von den kirchlichen Autoritäten, den Diözesanbischöfen und den Bischofskonferenzen vorschriftsgemäß approbierten örtlichen Katechismen zu ersetzen, besonders wenn sie die Approbation des Apostolischen Stuhles erhalten haben. Er ist dazu bestimmt, zur Abfassung neuer örtlicher Katechismen zu ermuntern und die zu unterstützen, die den verschiedenen Situationen und Kulturen Rechnung tragen, aber zugleich sorgfältig die Einheit des Glaubens und die Treue zur katholischen Kirche wahren.“

 Papst Johannes Paul II. bezeichnete den KKK als Anschlusswerk an das 2. Vatikanum und als eine „Darlegung des Glaubens der Kirche und der katholischen Lehre, wie sie von der Heiligen Schrift, der apostolischen Überlieferung und vom Lehramt der Kirche bezeugt oder erleuchtet wird“.

## Inhaltsübersicht
In der Einleitung verweist Johannes Paul II. auf den Abschluss des Zweiten Vatikanischen Konzils, welches vor dreißig Jahren von seinem Vorgänger Johannes XXIII. eröffnet worden sei. Er erinnert gleichzeitig an die, durch das Konzil, gestellten Aufgaben. Deshalb habe er am 25. Januar 1985 eine außerordentliche Versammlung der Bischofssynode einberufen, bei dem die Synodenväter folgendes festgestellt hätten: 

„Sehr einmütig wird ein Katechismus bzw. ein Kompendium der ganzen katholischen Glaubens- und Sittenlehre gewünscht, sozusagen als Bezugspunkt für die Katechismen bzw. Kompendien, die in den verschiedenen Regionen zu erstellen sind. Die Darlegung muss biblisch und liturgisch gehalten sein, die rechte Lehre bieten und zugleich dem heutigen Leben angepasst sein.“

 Im weiteren Kapitel beschreibt Papst Johannes Paul II. die Entstehung und den Leitgedanken des Textes. Die von ihm 1986 eingesetzte Kommission, die aus zwölf Kardinälen und Bischöfen bestand, sowie durch Fachleuten für Theologie und Katechese unterstützt wurde, wurde durch den damaligen Kardinal Joseph Ratzinger geleitet und habe einen Entwurf erarbeitet. Im Dritten Kapitel beschreibt der Papst die Anordnung des Inhalts und stellt einen Anforderungskatalog zum neuen Katechismus auf. Schließlich erklärt er, dass er den Katechismus der katholischen Kirche, den er am 25. Juni 1992 approbiert habe, kraft seines apostolischen Amtes als veröffentlicht.